# Сальников, Константин Павлович
Константин Павлович Сальников (род. 30 декабря 1927) — советский пятиборец. Первый советский чемпион мира по современному пятиборью (1955). Двукратный чемпион СССР (1955) в личном и командном первенстве, победитель II чемпионата ДСО «Динамо» по современному пятиборью (1954).

## Биография
Выступал за «Динамо» Москва до 1954 г., с 1954 г. — за ЦДСА-ЦСКА.
Мастер спорта СССР (1952), Заслуженный мастер спорта СССР (1955).
На Играх XV Олимпиады в Хельсинки (1952, 1956), на чемпионате мира (1958) был запасным в сборной СССР.
Чемпион мира в личном зачёте (1955).
Бронзовый призёр Спартакиады дружественных армий 1958 в командном зачёте.
Выпускник Государственного института физической культуры имени П. Ф. Лесгафта (Ленинград). Тренировался у Льва Васильевича Сайчука.

## Награды
- Орден «Знак Почёта» (27.04.1957) — «за успехи, достигнутые в деле развития массового физкультурного движения в стране, повышения мастерства советских спортсменов, и успешное выступление на международных соревнованиях»